# Biovičino Selo
Biovičino Selo falu Horvátországban Šibenik-Knin megyében. Közigazgatásilag Kistanjéhez tartozik.

## Fekvése
Knintől légvonalban 22, közúton 32 km-re nyugatra, községközpontjától légvonalban 9, közúton 12 km-re északnyugatra Dalmácia északi-középső részén, Bukovica területén fekszik. Településrészei: Donje Selo, Brljug, Gornje Selo és Potkrš.

## Története
Területén már a római korban is település volt. Ezt igazolja a Donje Selón található 1700 éves „Smrdeljgrad” régészeti lelőhely. A település nevét a Biović családról kapta akik egykor a szomszédos Modrino Selo és Kolašac urai is voltak. A szerbek betelepülése a 16. század elején kezdődött. Knin környékére már 1511-ben nagy számú szerb lakosság érkezett, majd főként Bosznia és Hercegovina területéről 1523 és 1527 között Dalmácia területére is sok szerb települt. Temploma az első  dalmáciai szerb templomok között épült fel 1524-ben. A 16. század első felében török uralom alá került, mely alól a 17. század végén szabadult fel. 1805-ben egész  Dalmáciával együtt az Első Francia Császárság része lett. 1815-ben a bécsi kongresszus újra Ausztriának adta, amely a Dalmát Királyság részeként Zárából igazgatta 1918-ig. A településnek 1857-ben 651, 1910-ben 980 lakosa volt. Az első világháború után előbb a Szerb-Horvát-Szlovén Királyság, majd Jugoszlávia része lett. 1991-ben már csaknem teljes lakossága szerb nemzetiségű volt. Lakói még ez évben csatlakoztak a Krajinai Szerb Köztársasághoz. A horvát hadsereg 1995 augusztusában a Vihar hadművelet során foglalta vissza a települést, melynek nagy része elpusztult. Szerb lakói elmenekültek. A templom és a temető is súlyos károkat szenvedett. A településnek 2011-ben 223 lakosa volt.

## Lakosság
| Lakosság változása | Lakosság változása | Lakosság változása | Lakosság változása | Lakosság változása | Lakosság változása | Lakosság változása | Lakosság változása | Lakosság változása | Lakosság változása | Lakosság változása | Lakosság változása | Lakosság változása | Lakosság változása | Lakosság változása | Lakosság változása |
| ------------------ | ------------------ | ------------------ | ------------------ | ------------------ | ------------------ | ------------------ | ------------------ | ------------------ | ------------------ | ------------------ | ------------------ | ------------------ | ------------------ | ------------------ | ------------------ |
| 1857               | 1869               | 1880               | 1890               | 1900               | 1910               | 1921               | 1931               | 1948               | 1953               | 1961               | 1971               | 1981               | 1991               | 2001               | 2011               |
| 651                | 673                | 716                | 833                | 933                | 980                | 1.319              | 1.113              | 1.205              | 1.338              | 1.348              | 1.282              | 1.113              | 948                | 186                | 223                |

## Nevezetességei
Szent Péter és Pál apostolok tiszteletére szentelt szerb pravoszláv temploma 1524-ben épült. A templomot temető övezi. Kolašac, Modrino Selo és Nunić pravoszláv hívei is ide tartoznak.